# Pinsà casolà
El pinsà casolà (Haemorhous mexicanus) és un ocell nord-americana de l'ordre dels Passeriformes i la família dels fringíl·lids. Va ser descrit per Philipp Statius Müller el 1776.

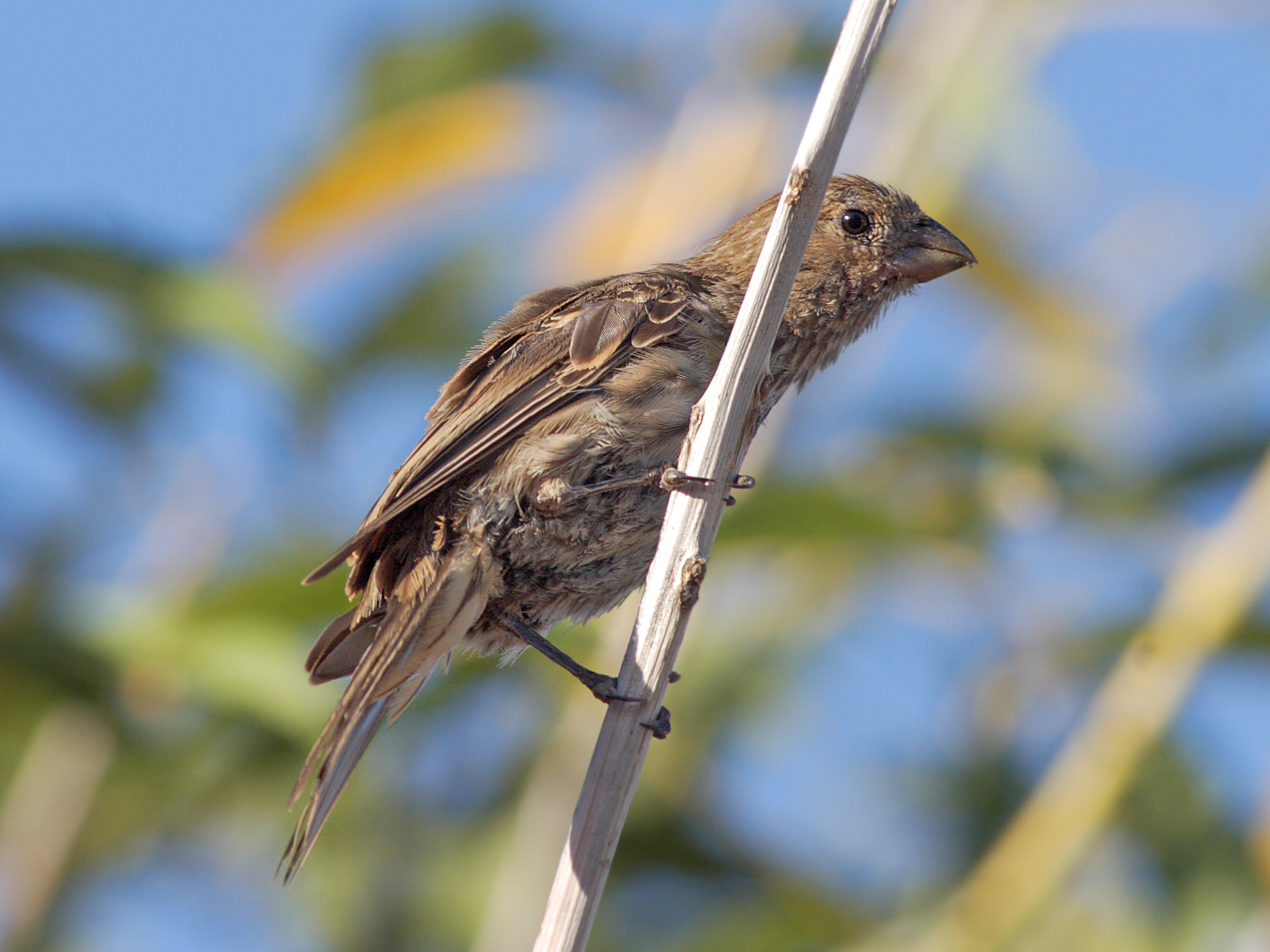
Adult femella

Mesura al voltant de 12 cm. És de color marró, amb el ventre. Els mascles es caracteritzen per tenir el pit, el front, la ratlla supraocular i color vermell, en tonalitats que varien des del vermell brillant fins a gairebé taronja. Les femelles són semblades a les femelles del pardal domèstic; igual que aquestes, el seu plomatge és castany grisenc en les parts dorsals i marró en les parts ventrals, però es distingeixen per tenir ratlles en pit i ventre i ser més esveltes. Tots dos sexes tenen el bec relativament gruixut.